# Alfred Keller (Modellbauer)
Arno Alfred Keller (* 24. August 1902 in Leipzig; † 16. Mai 1955 in Berlin) war ein deutscher Modellbauer und Dermoplastiker, dessen wissenschaftlich exakte Modelle von Insekten und anderen Kleinstlebewesen in ihrer technischen Perfektion und künstlerischen Ausstrahlung noch heute einzigartig sind.

## Leben
Der gelernte Kunstschmied Alfred Keller war von 1930 bis zu seinem Tod für das Naturkundemuseum Berlin tätig. Seine Aufgabe bestand darin, aus Kleinstlebewesen, die meist für eine Präparation ungeeignet waren, anschauliche Exemplare von 30 bis 40 cm Höhe zu schaffen. In einem Nebentrakt stellt das Naturkundemuseum eine kleine Auswahl seiner Werke vor, unter der Überschrift: Die berühmten Insektenmodelle von Alfred Keller. Ein Teil seiner Arbeiten wurde während des Zweiten Weltkriegs zerstört. Obwohl über 80 Jahre alt, genügen sie noch heute internationalen wissenschaftlichen Standards, wie das Museum stolz vermerkt. Am Beispiel seiner Stubenfliege, mit der er fast ein Jahr beschäftigt war, wird der komplizierte Prozess der Modellerstellung auf einer Fotostrecke gezeigt.
Von einem Plastilin-Modell wurde eine Gipskopie erstellt, die später in Pappmaché gedoubelt wurde (vgl. das Verfahren von Louis Auzoux). Aus Zelluloid und Galalith wurden Flügel und Borsten gefertigt. In der Stubenfliege z. B. stecken insgesamt 2653 Borsten. Das fertige Modell wurde aufwändig koloriert und erhielt teilweise noch eine lebensnah wirkende Blattvergoldung.
Keller starb am 16. Mai 1955 im Alter von 52 Jahren im Berliner St. Hedwig-Krankenhaus. Nur wenige Monate vorher, am 29. Dezember 1954, hatte er Liddy Johanna Linbecker geheiratet.
Mit neueren, fortgeschritteneren technischen Mitteln ausgestattet, ist zeitgenössisch die Hamburger Designerin Julia Stoess (* 1960) mit Modellen von Insekten und Kerbtieren in seine Fußstapfen getreten; sie benennt Keller ausdrücklich als ein Vorbild.

## Werke (Auswahl)

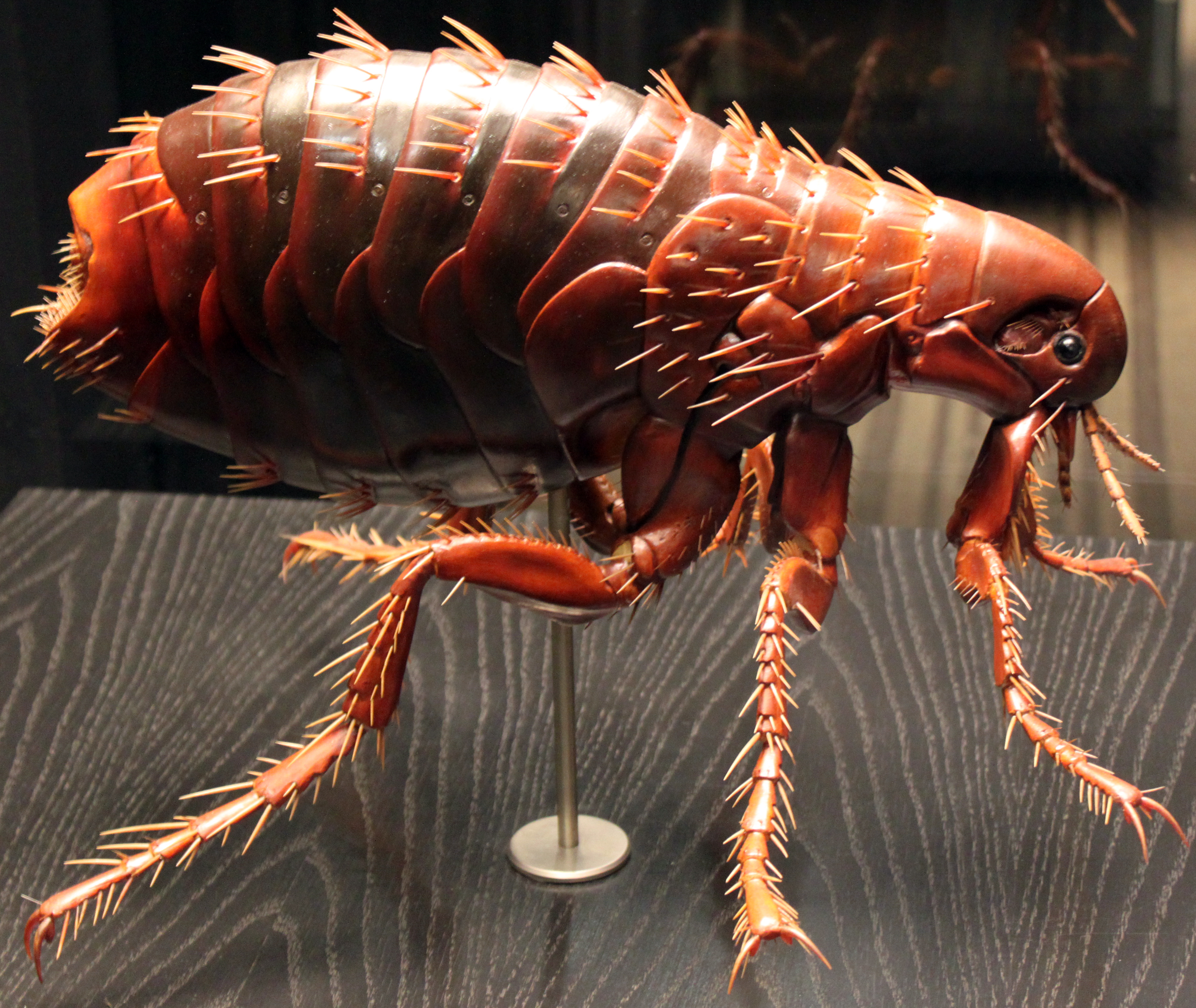
Menschenfloh, 1930, Maßstab 100:1
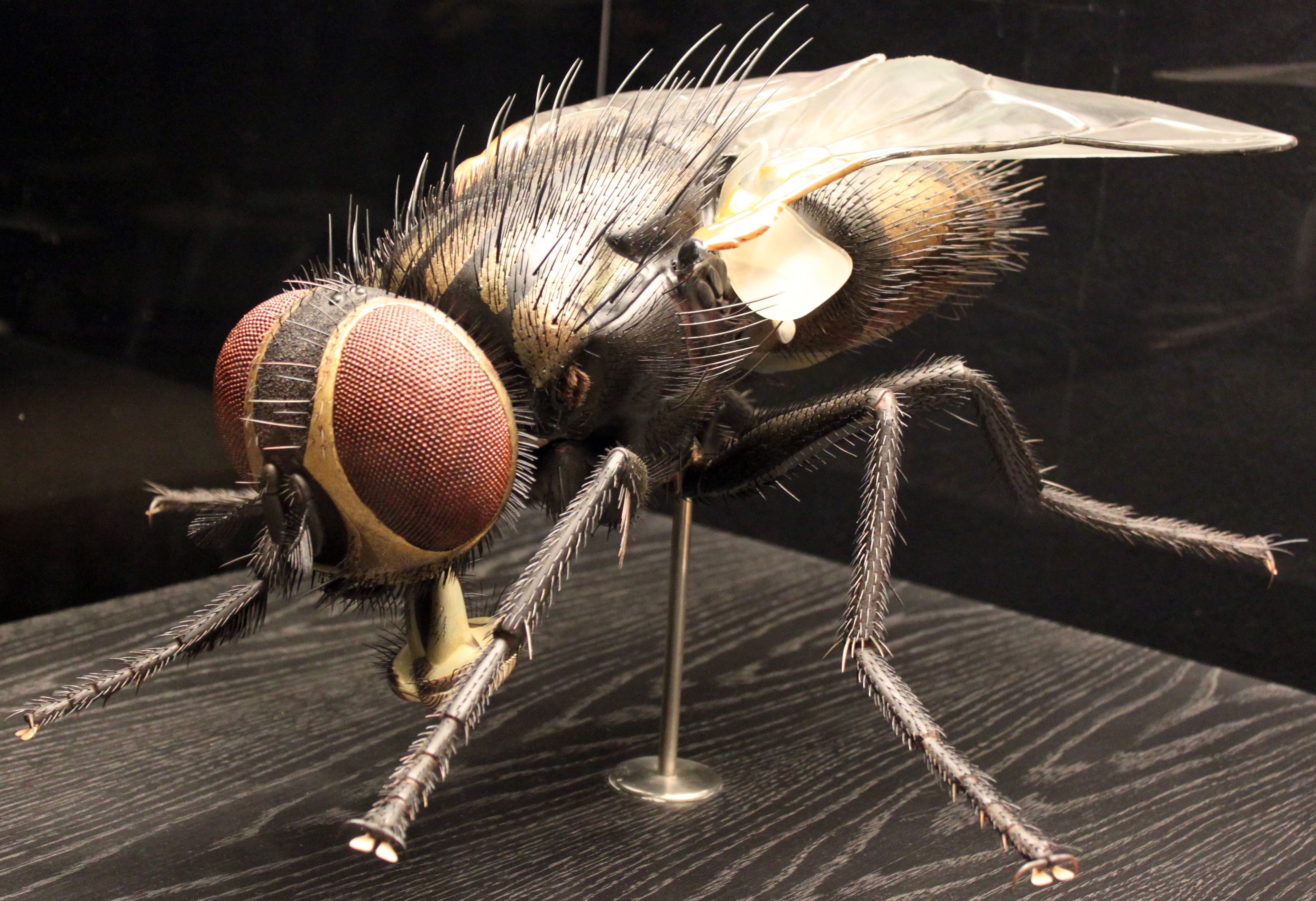
Stubenfliege, 1932, Maßstab 50:1
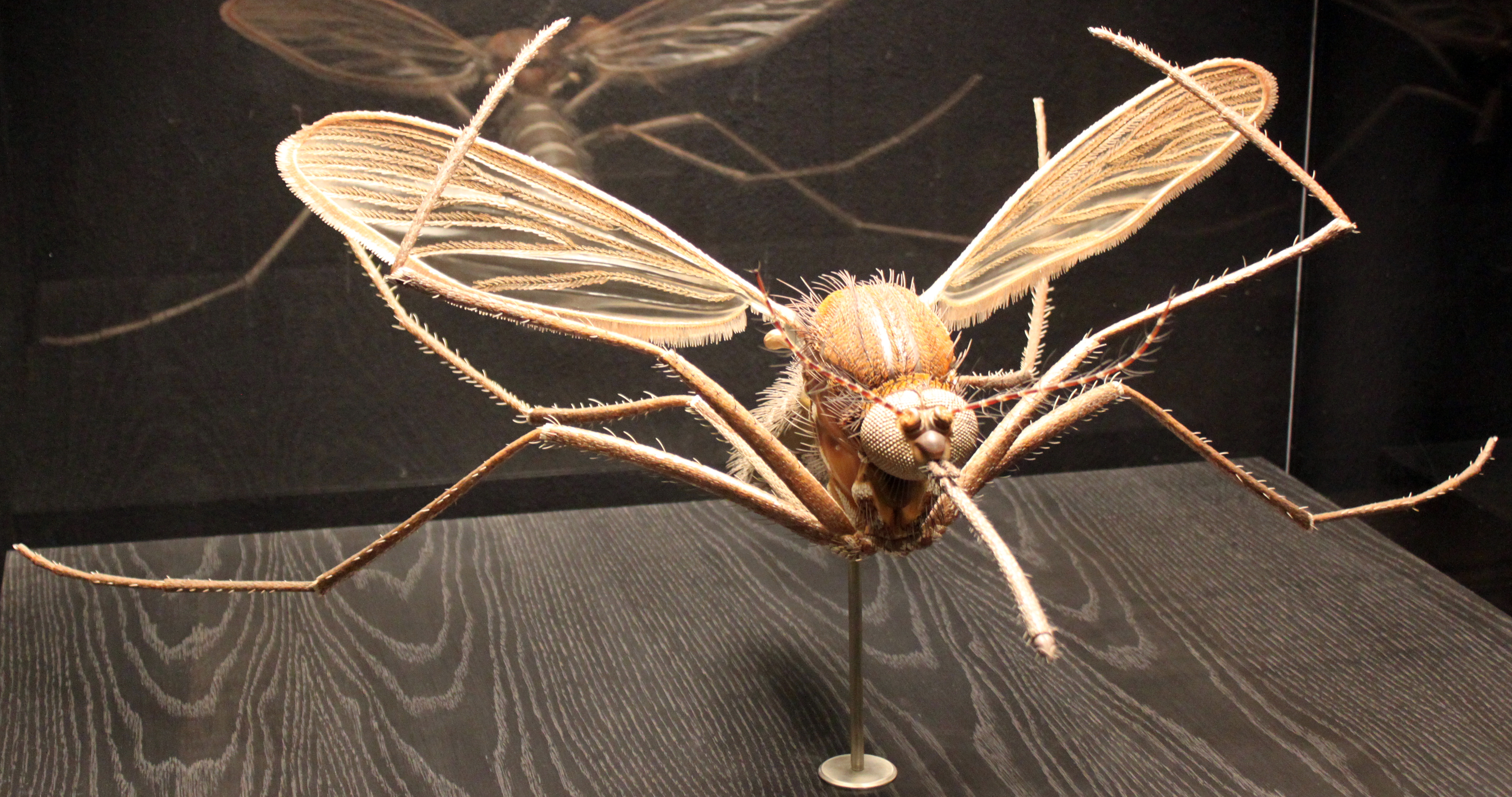
Hausmückenweibchen in Flughaltung, 1937, Maßstab 60:1
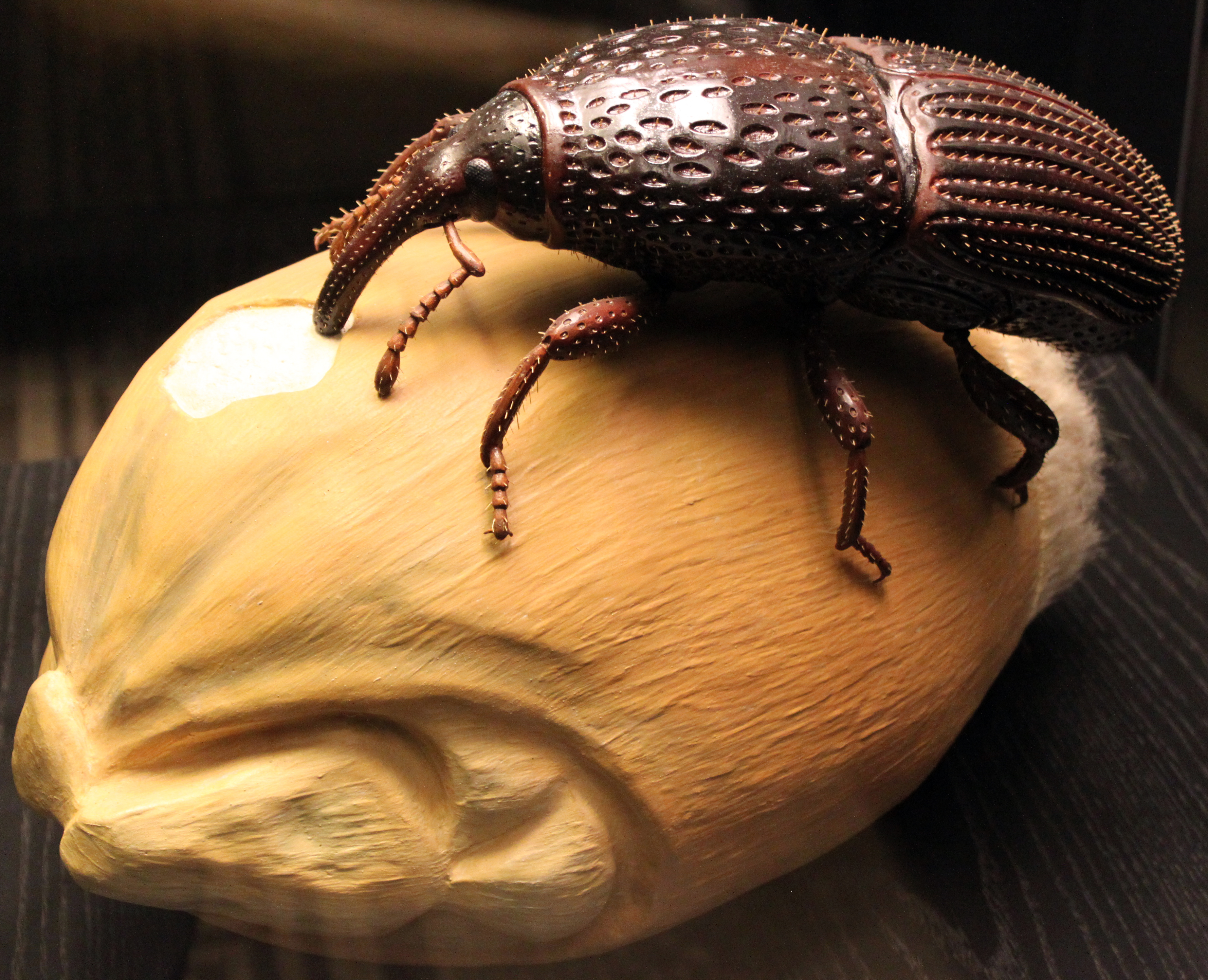
Kornkäfer auf Weizenkorn
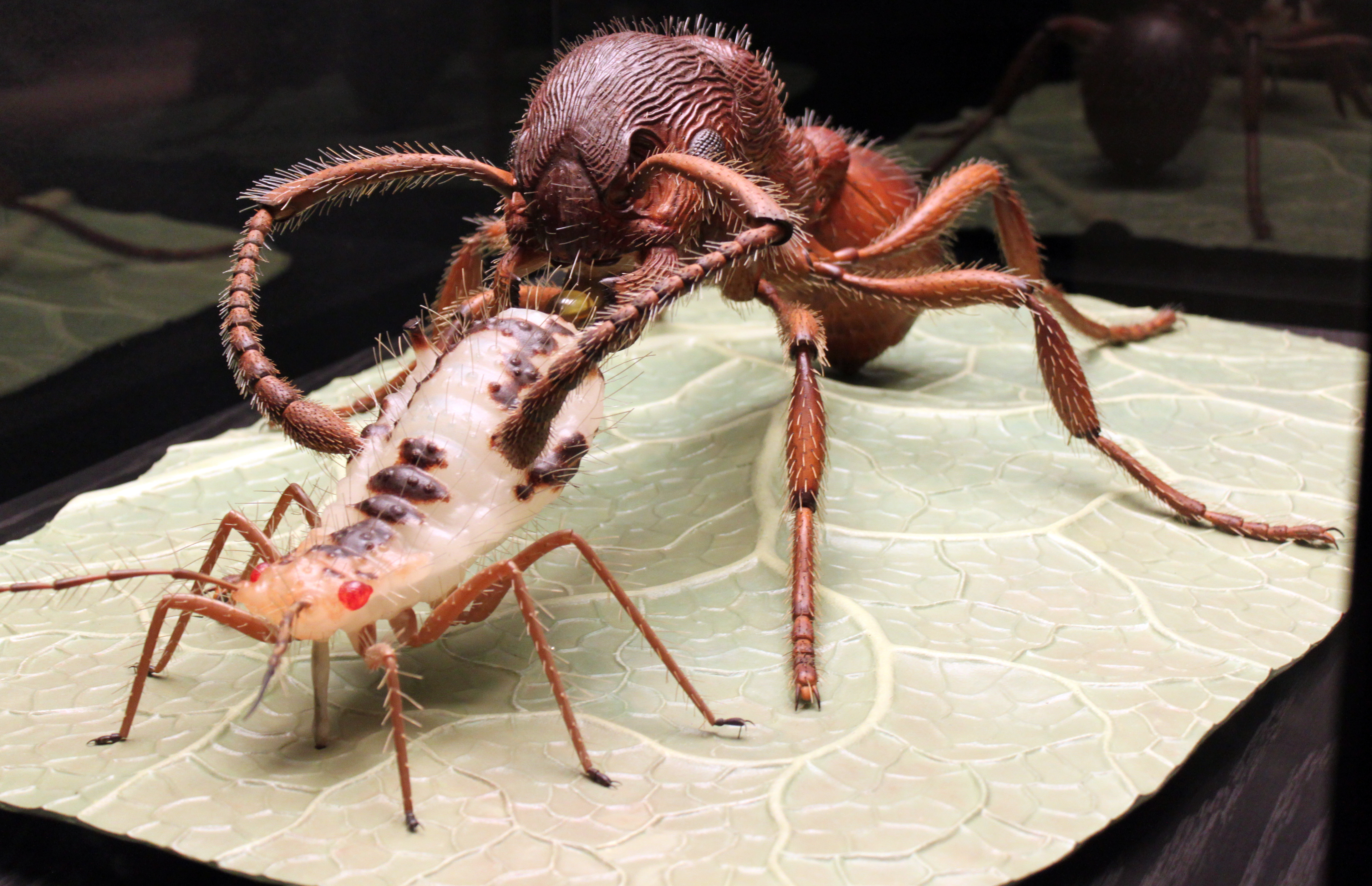
Rote Gartenameise mit Ahornblattlaus, 1944, Maßstab 100:1, 1947 Nachbau des im Zweiten Weltkrieg zerstörten Modells
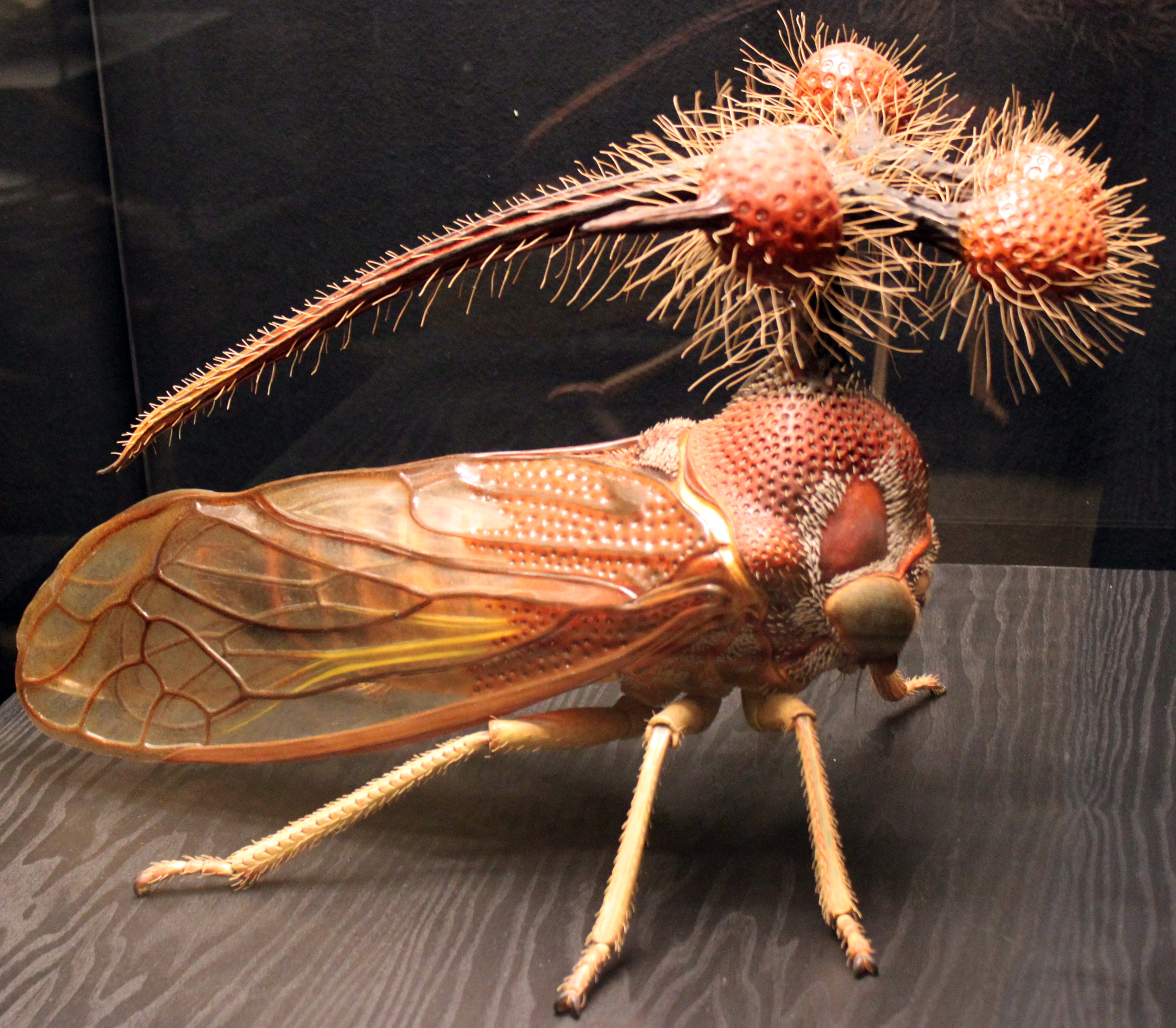
Brasilianische Buckelzikade, 1953, Maßstab 180:1

- Kartoffelkäfer mit Puppe, 1940, Maßstab 50:1
- Kreuzspinne
- Weitere Werke (ohne Namensnennung Kellers) befinden sich an anderen Stellen im Museum sowie im Magazin.